# Антилски острови
Антилските острови (Antillas на Испански; Antillen на Нидерландски) (или още Антили) са група острови разположени между Северна и Южна Америка и отделящи Карибско море от Атлантическия океан. Делят се на две основни групи: Големи Антили, които включват 4-те големи острова Куба, Ямайка, Испаньола и Пуерто Рико. Малките Антили се поделят на 2 групи: Наветрени острови, като най-големият от тях е остров Тринидад и Подветрени острови. Общата площ на Антилските острови е 228 662 km². Географски, Антилите се считат като част от Северна Америка. Поради преобладаването на испанския език, Куба, Хаити, Доминиканската република и Пуерто Рико са включени като част от Латинска Америка.

## Деление на Антилските острови

### Големи Антили
- Куба
- Испаньола
  -  Доминиканска република
  -  Хаити
- Ямайка
- Пуерто Рико
- Кайманови острови

### Малки Антили
- Ангуила (Обединено Кралство)
- Антигуа и Барбуда
  - Редонда
- Аруба (Холандия)
- Барбадос
- Британски Вирджински острови
- Доминика
- Гренада
- Френски Антили (Фр.)
  -  Гваделупа (Фр. Антили)
  -  Мартиника (Фр. Антили)
- Монсерат (Обединеното Кралство)
- Холандски Антили (Нидерландия)
  -  Бонер (Нидерлански Антили)
  -  Кюрасао (Нидерлански Антили)
  -  Саба (Нидерлански Антили)
- Сен Бартелми (Фр)
- Сейнт Китс и Невис
- Сейнт Лусия
- Синт Мартен
  -  Сен Мартен (Фр.)
  -  Синт Мартен (Нидерлански Антили)
- Сейнт Винсент и Гренадини
- Тринидад и Тобаго
  - Тобаго
  - Тринидад
- Американски Вирджински острови

Бахамските острови не са част от Антилските острови. Антилските плюс Бахамските острови съставят Карибските острови.

## Географска характеристика

### Релеф
Антилските острови са с континентален и вулканичен произход. По-голямата част от тях са с планински релеф. Равнинни участъци има предимно на остров Куба, в южните и източни части на остров Испаньола, на Британските и Американските Вирджински острови, а също и на някои от Подветрените острови. Планинските съоръжения на Големите Антили достигат височина до 3175 m (връх Дуарте, на остров Хаити) и се явяват продължение на планинските структури на Централна Америка. Повечето от наветрените острови са предимно вулканични, с действащи вулкани Дяблотен (1447 m, на остров Доминика), Суфриер (1467 m, на остров Гваделупа), Монтан Пеле (1397 m, на остров Мартиника) и др. Подветрените острови са свързани със структурата на Карибските Анди в Южна Америка. Всички острови в архипелага, с изключение на равнинните части на Куба са силно сеизмични.

### Климат, растителност
Климатът на Антилските острови е тропичен, пасатен, горещ и влажен през лятото. Годишната сума на валежите е от 1200 до 2000 mm, като на наветрените склонове тя достига до 5000 mm, а на подветрените – 700 – 800 mm. Много характерно явление за островите в края на лятото са честите и силни урагани. Естествената растителност е представена от савани, летни зелени гори, листопадни и вечнозелени тропически гори и храсти, които са се съхранили на отделни места. по наветрените склонове са се съхранили вечнозелени гори.

## Историческа справка
Думата „Антили“ съществува още преди пристигането на европейските завоеватели в Новия Свят. Антилите често са изобразявани на средновековните карти като архипелаг. На 28 октомври 1492 г. великият испански мореплавател Христофор Колумб, по време на първата си експедиция открива участък от северния бряг на Куба и остров Испаньола. През 1493 – 94 г., по време на 2-та си експедиция – няколко десетки от Малките Антили, а през 1498 г. – остров Тринидад. До 1512 г. благодарение на много други испански мореплаватели всичките острови от гигантския архипелаг са открити, опознати и завоювани, а местното население почти изтребено.